# Hirakava Hirosi
Hirakava Hirosi (Kanagava, 1965. január 10. –) japán válogatott labdarúgó.

## Nemzeti válogatott
A japán válogatottban 13 mérkőzést játszott.

## Statisztika
| Japán válogatott | Japán válogatott | Japán válogatott |
| Időszak          | Mérk.            | gól              |
| ---------------- | ---------------- | ---------------- |
| 1985             | 6                | 0                |
| 1986             | 0                | 0                |
| 1987             | 0                | 0                |
| 1988             | 4                | 0                |
| 1989             | 2                | 0                |
| 1990             | 0                | 0                |
| 1991             | 0                | 0                |
| 1992             | 1                | 0                |
| Összesen         | 13               | 0                |